# 安东尼·沃尔什
安东尼·沃尔什（英語：Anthony Walsh，1983年7月5日—），新西兰男子自行车运动员。他曾代表新西兰参加1962年大英帝国和英联邦运动会自行车比赛，获得男子公路赛银牌。